# Enzyme de clivage de la chaîne latérale du cholestérol
L'enzyme de clivage de la chaîne latérale du cholestérol, souvent appelée de sa désignation anglaise cholesterol side-chain cleavage enzyme ou P450scc (où « scc » signifie « side chain cleaving ») et plus rarement par son appellation officielle cholestérol monooxygénase ou cholesterol desmolase ou encore par le nom de son gène CYP11A1, est une oxydoréductase qui catalyse la séquence de réactions suivante :
1. cholestérol + 2 adrénodoxines réduites + O2  {\displaystyle \rightleftharpoons }  22R-hydroxycholestérol + 2 adrénodoxines oxydées + H2O ;
2. 22R-hydroxycholestérol + 2 adrénodoxines réduites + O2  {\displaystyle \rightleftharpoons }  20α,22R-dihydroxycholestérol + 2 adrénodoxines oxydées + H2O ;
3. 20α,22R-dihydroxycholestérol + 2 adrénodoxines réduites + O2  {\displaystyle \rightleftharpoons }  prégnénolone + 4-méthylpentanal + 2 adrénodoxines oxydées + 2 H2O.

L'adrénodoxine étant chaque fois réduite par l'un des deux électrons du NADPH sous l'action de l'adrénodoxine réductase, la réaction globale peut être représentée comme ci-dessous :

Réaction globale : cholestérol + 3 NADPH + 3 H^{+} + 3 prégnénolone + 4-méthylpentanal + 3 NADP^{+} + 3.

## Localisation de la P450scc
L'enzyme de clivage de la chaîne latérale du cholestérol fait partie de la superfamille des cytochromes P450. On la trouve de préférence dans le cortex surrénal, le corps jaune et les cellules de la thèque interne dans l'ovaire, ainsi que les cellules de leydig dans le testicule. Le placenta sécrète également une certaine quantité de ce système enzymatique au cours de la grossesse. Elle est présente en quantités moindres dans divers autres tissus tels que le cerveau. La concentration d'adrénodoxine est du même niveau que celle de la P450scc dans le cortex surrénalien, mais l'adrénodoxine réductase y est moins exprimée.
Les études par immunofluorescence à l'aide d'anticorps dirigés contre les protéines du système enzymatique P450scc ont montré que ces dernières sont situées exclusivement dans les mitochondries,. Elles sont situées sur la membrane mitochondriale interne du côté de la matrice mitochondriale. L'adrénodoxine et l'adrénodoxine réductase sont des protéines solubles de la matrice mitochondriale situées au voisinage de la membrane mitochondriale interne qui semblent s'associer avant tout par interactions électrostatiques.

## Mécanisme d'action
La P450scc catalyse la conversion du cholestérol en prégnénolone en trois réactions successives de type monooxygénase : les deux premières consistent en une hydroxylation de la chaîne latérale du cholestérol successivement en 22R-hydroxycholestérol et en 20α,22R-dihydroxycholestérol, tandis que la troisième conduit au clivage de la liaison entre les atomes de carbone no 20 et 22, libérant la prégnénolone et le 4-méthylpentanal (4-méthylvaléraldéhyde).
Chaque réaction de type monooxygénase requiert deux électrons fournis par du NADPH à travers l'adrénodoxine réductase au moyen de l'adrénodoxine,. Ces trois protéines — adrénodoxine réductase, adrénodoxine et P450scc — constituent le complexe de clivage de la chaîne latérale du cholestérol. Ce complexe n'existe cependant pas sous forme de trois protéines liées ensemble car les analyses aussi bien spectroscopiques que cinétiques convergent pour mettre en évidence le fait que l'adrénodoxine réductase et la P450scc entrent en compétition pour se lier à l'adrénodoxine, cette dernière fonctionnant donc comme une navette à électron entre la réductase et la P450scc. Ceci a par ailleurs été confirmé par l'étude structurale de ces protéines.
Le transfert des électrons du NADPH à la P450scc n'est pas complètement couplé par l'adrénodoxine, ce qui signifie qu'une partie des électrons de l'adrénorédoxine réduite réagit avec O2 en générant des ions superoxyde O2.-. Les cellules impliquées dans la biosynthèse des stéroïdes possèdent un ensemble de systèmes antioxydants destinés à juguler l'effet de radicaux produites par ces enzymes.